# Longgang (köpinghuvudort i Kina, Hubei Sheng, lat 29,63, long 114,95)
Longgang är en köpinghuvudort i Kina. Den ligger i provinsen Hubei, i den centrala delen av landet, omkring 120 kilometer sydost om provinshuvudstaden Wuhan. Antalet invånare är 79 743. Befolkningen består av 39 006 kvinnor och 40 737 män. Barn under 15 år utgör 26,0 %, vuxna 15-64 år 65 %, och äldre över 65 år 7,0 %.
Runt Longgang är det ganska tätbefolkat, med 93 invånare per kvadratkilometer. Longgang är det största samhället i trakten. I omgivningarna runt Longgang växer huvudsakligen savannskog.
Genomsnittlig årsnederbörd är 2 084 millimeter. Den regnigaste månaden är maj, med i genomsnitt 332 mm nederbörd, och den torraste är januari, med 56 mm nederbörd.